# جان إريك هانسن
جان إريك هانسن (بالنرويجية البوكمول: Jan Erik Hansen)‏ هو لاعب هوكي الجليد نرويجي، ولد في 24 سبتمبر 1940 في أوسلو في النرويج.

## وصلات خارجية
- جان إريك هانسن على موقع أوليمبيديا (الإنجليزية)